# Ларионова, Елена Михайловна
Елена Михайловна Ларионова (род. 8 февраля 1945 года) — российский деятель в области искусства, искусствовед, член-корреспондент Российской академии художеств (2019).

## Биография
Родилась 8 февраля 1945 года в Горьком (сейчас — Нижний Новгород).
В 1972 году — окончила Государственный институт театрального искусства (ГИТИС), специальность — режиссёр музыкального театра.
С 1972 по 1996 годы — доцент ГИТИС.
С 1974 по 1987 годы — член городской военно-шефской комиссии по культуре г. Москвы (организовывала и проводила концерты для военнослужащих, участвовавших в боевых действиях в Афганистане и других горячих точках, для трудящихся на стройках БАМа).
С 1989 по 1990 годы — преподавала уроки музыки и изобразительного искусства в школе при советском посольстве в Корейской народной республике.
С 1998 по 2001 годы — советник Управы Басманного района.
С 1996 по 2000 годы — работала директором культурных программ в Международном фонде ЮНЕСКО.
В 2019 году — избрана членом-корреспондентом Российской академии художеств от Отделения искусствознания и художественной критики.
Начальник Информационно-экскурсионного управления РАХ.
Член Творческого союза художников России.